# La Haye-de-Routot
La Haye-de-Routot é uma comuna francesa na região administrativa da Normandia, no departamento de Eure. Estende-se por uma área de 2,52 km². Em 2010 a comuna tinha 312 habitantes (densidade: 123,8 hab./km²).